# Johan Valentin Broberg
Johan Valentin Broberg, född 1825 och död 1887, var en svensk läkare.
Broberg blev filosofie doktor i Uppsala 1854 och kirurgie magister vid Karolinska institutet 1861. Efter olika läkareförordnandne blev Broberg sekreterare vid Karolinska institutet och fick sin anförtrodd undervisningen i medicinens historia. Han har utgett skrifter i medicinens historia, främst Bidrag från vår folkmedicins vidskepelser till kännedom om våra äldsta tider (1878). Under åren 1855-1887 Broberg Karolinska Instiutets bibliotekarie.
Broberg är begravd på Norra begravningsplatsen utanför Stockholm.